# Ланчхуті
Ланчхуті (груз. ლანჩხუთი) — місто в регіоні Ґурі, західна Грузія, адміністративний центр муніципалітету Ланчхуті. Статус міста має з 1961 року. Населення 6395 чол. (2014 р.). У джерелах вперше згадується в XVII ст.
Ланчхуті — індустріальне місто з чайним, консервним, цегляно-черепичним заводами, м'ясо-молочною та фабрикою.

## Розташування
Місто розташоване в Ґурійській низині, на висоті 25 м від рівня моря. У Ланчхуті морський вологий субтропічний клімат, теплий узимку та спекотний улітку. Середньорічна температура 13,8 °C, у січні 4,2 °C, у липні, 23 °C, річні опади 1980 мм.
Місто віддалене від Тбілісі на 274 км, від Батумі — на 85 км, від Поті — на 42 км. Місто послуговується залізничною станцією гілки Самтредіа — Махінджаурі. Тут проходить автошлях міжнародного значення — Грузинська автомобільна магістраль С12, а також шлях державного значення Ланчхуті — Насакіралі.

## Етимологія
Етимологія Ланчхуті викликає розбіжність у думках серед дослідників. За версією Сімона Джанашія, яку потім повторив та розширив Зураб Чумбурідзе, назва міста пов'язана з мегрело-чанським словом «чху», або «чхоу», що означає «корова». Таким чином, Ланчхуті означає «корівник».
Інше міркування спирається на цитату Вахушті Батонішвілі про Ланчхуті:

| ...тут в Ріоні впадає маленька річка та з цього місця на схід від Поті, у верхів’ї Ріоні є Ланчкуті. Південніше цього Ланчкуті йде гора на захід від гори Саджавахо… Оригінальний текст (груз.) ...აქ ერთვის რიონს მცირე მდინარე და ამ ფოთის აღმოსავლეთით, რიონის კიდესა ზედა არს ლანჩქუთი. ამ ლანჩქუთს სამხრით წამოვალს მთა საჯავახოს მთიდამ დასავლეთად.... |
| |

Згідно з автором, первісний корінь топоніму — «чку», а не «чху». «Чку» мегрельською дослівно означає «виглядає», «видно». З цього можемо зробити висновок, що Ланчкуті так само як і Ланчхуті, означає «вигляд», «краєвид». Це міркування також підкріплюється тим, що село Ланчкуті побудоване на узвишші Ґурійського хребта, а населення з часом переселилось нижче.

## Інфраструктура
У місті є промислові підприємства, заклади охорони здоров'я, 3 школи, театр. У Ланчхуті — резиденція Шемокмедської єпархії. Випускається дві газети: «Ланчхуті+» та «Хо да ара» («Так і ні»). Діє муніципальна бібліотека.
У Ланчхуті є краєзнавчий музей, який було засновано в 1978 році. Сьогодні в музеї 7886 археологічних, нумізматичних, образотворчих, етнографічних, природних та історичних експонатів. Особливо слід відзначити бронзовий шолом IV ст. до н. е., колекцію колхідських бронзових сокир, античну кераміку, бронзовий хрест IV ст., гранувальні написи на камені XI ст., експонати ґурійських вершників, особисті речі Ное Жорданії та ін.
У місті є футбольний клуб «Ґурія». Він сформувався у 1925 році та називався «Кімі». Назву «Ґурія» команда отримала в поєдинку з футбольним клубом Озурґеті. «Ґурія» двічі грала у вищій лізі Радянського Союзу, одного разу отримала кубок Грузії, а двічі посіла друге місце в чемпіонаті Грузії. Зараз клуб грає в західній зоні I ліги чемпіонату Грузії.

## Відомі люди
У Ланчхуті народились:
- Ное Жорданія — грузинський політик, Голова Уряду Грузинської Демократичної Республіки
- Аполон Урушадзе — стоматолог, педагог
- Автанділ Урушадзе — військовий діяч, політик
- Махаробел Урушадзе — військовий діяч, політик
- Давіт Квірквелія — футболіст